# Ameno
Pour la chanson Ameno, voir Era (album d'Era)
Ameno est une commune italienne de la province de Novare, dans le Piémont.

## Géographie
La commune est située sur un grand balcon naturel donnant sur la rive orientale du lac d'Orta. Le village est entouré de bosquets, et est un centre populaire de vacances d'été avec plusieurs résidences situées le long de la route qui longe la colline entre la montagne et le lac.
Son territoire s'étend à une altitude entre 380 et 788 m dans les collines qui séparent le lac d'Orta de la vallée de l'Agogna. Outre le chef-lieu, il contient la frazione de Vacciago, avec les petits bourgs de Vacciaghetto et Lortallo.
Le 26 septembre 2012, Ameno a reçu le drapeau vert et le label « Bourg durable du Piémont, localité pour un tourisme plus responsable » décerné aux collectivités locales qui ont incité à la mise en œuvre de bonnes pratiques environnementales.

## Histoire
Les recherches archéologiques menées dans le hameau de Lortallo entre 1915 et 1938, ont mis en lumière l'une des nécropoles les plus importantes du début de l'âge du fer. Toute la nécropole présente des tombes datant entre le IXe et le Ve siècle av. J.-C. faisant partie de la culture de Golasecca, expression employée pour plusieurs groupes tribaux celtiques de l'âge du fer dans l'ouest de la Lombardie, en pays novarais et dans le canton du Tessin.
Le territoire d'Ameno, a également produit d'autres reliques intéressantes des anciennes populations des bords du lac d'Orta, allant de l'âge du bronze moyen (XVIe – XIVe siècle av. J.-C.) à la période impériale romaine. L'importance du site d'Ameno dans la préhistoire et la protohistoire est facile à comprendre si l'on considère la configuration du terrain et son emplacement. La terrasse fertile et saine qui se prolonge au-delà offre des terres propices aux cultures et aux pâturages sur un point de passage obligé, stratégiquement placé entre le lac et la vallée de l'Agogna. Le lac permettait une connexion facile vers le Val d'Ossola et les cols alpins. La vallée de l'Agogna était une route terrestre active des temps préhistoriques les plus anciens, probablement la mieux adaptée à la transhumance des troupeaux d'animaux de la plaine de Novare plutôt que dans l'échange de biens, préférant quant à eux la voie navigable du Tessin. À l'époque romaine la route a été élargie avec la construction d'une route de Novare au Val d'Ossola, comme en témoignent les nombreuses découvertes romaines qui parsèment la route empruntée. Le Tessin constituait avec le Pô, la route commerciale la plus importante entre la mer Adriatique et les Alpes.

## Économie
La population de la commune a vécu principalement des activités agricoles et d'élevage qui sont maintenant beaucoup plus réduites. Sur le territoire se trouvent des entreprises commerciales et un vaste réseau de vente. De nombreux amenesi ont trouvé du travail dans les villes voisines.
Grâce à son héritage artistique précieux, la ville a vu, au cours des dernières années, une augmentation de sa fréquentation touristique.

## Culture
Dans la frazione de Vacciago se trouve une collection d'art contemporain que l'artiste Antonio Calderara voulait laisser en témoignage des tendances d'avant-garde artistique de 1920 à 1978, l'année de sa mort. Il y a un total de 327 œuvres de 133 artistes de renommée mondiale.
Sur le mont Mesma se trouve un couvent franciscain du XVIe siècle, situé dans une réserve naturelle.
Au musée, mis en place dans l'édifice municipal, sont exposées des peintures précieuses du XVIIe siècle et se tiennent des expositions d'art contemporain.
Dans l'église voisine est exposée une grande toile représentant le Concile de Trente. La commune d'Ameno adhère à l'Écomusée du lac d'Orta et Mottarone (it).
En juin se déroule un festival de blues important appelé Amenoblues.

## Administration
| Période                                  | Période  | Identité     | Étiquette     | Qualité |
| ---------------------------------------- | -------- | ------------ | ------------- | ------- |
| 2013                                     | En cours | Roberto Neri | Liste civique |         |
| Les données manquantes sont à compléter. |          |              |               |         |

## Lieux et monuments

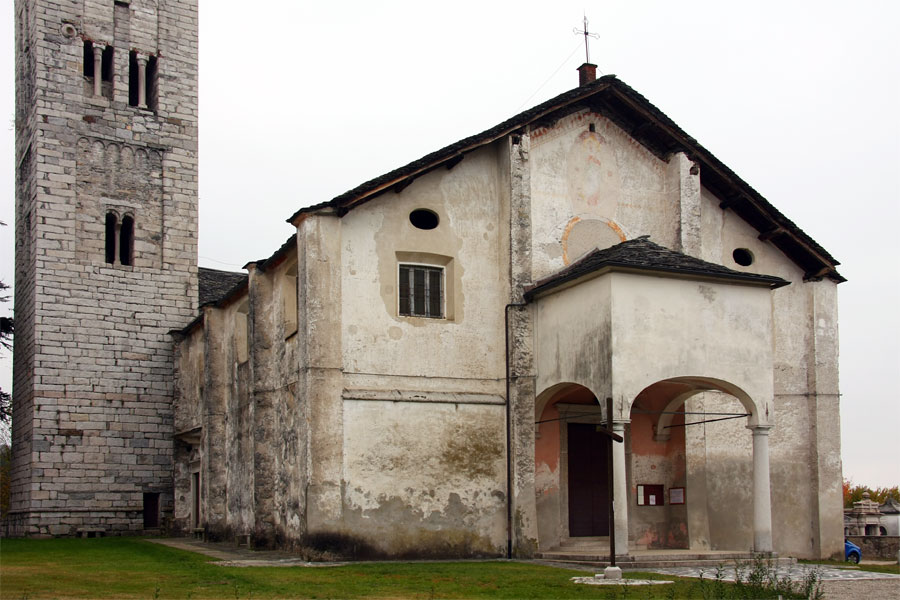
L'église paroissiale.

- L'église de l'Assomption est visible de loin grâce à son clocher. Avec ses trois nefs, elle a été érigée dans la première moitié du XIVe siècle sur l'emplacement d'une ancienne église qui, selon la tradition fut fondée par Jules d'Orta. Le clocher a été construit en 1505 avec de grandes pierres de granit, de style roman tardif et de la Renaissance. Aux XVIIe et XVIIIe siècles, la ville a connu une floraison d'art religieux remarquable avec la construction et la restauration dans le style baroque de seize églises chacune avec des fresques et du mobilier. Parmi les exemples notables se trouvent : la façade des églises San Giovanni Battista, San Rocco au chef-lieu et Saint-Jean-Baptiste à Cassano.
- Dans le village de Vacciago, on note l'architecture de la Casa Calderara, avec sa triple loggia Renaissance. Elle est le siège de la Fondazione Calderara, une galerie d'art contemporain et une fondation créée par le peintre Antonio Calderara  qui a voulu mettre sa maison à la disposition du public à sa mort, avec sa collection de peintures et d'autres œuvres d'artistes d'avant-garde avec qui il a eu des relations d'amitié et de collaboration artistique.
- Les autres monuments notables sont l'église Renaissance Saint-Antoine, du XVIe siècle, et l'Oratoire pittoresque Sainte-Anne, situé dans la frazione de Vacciaghetto, ainsi que le sanctuaire Madonna de la Bocciola. Un sanctuaire qui rappelle l'apparition de la Vierge sur un buisson d'aubépine à la bergère muette, Giulia Manfredi, qui, en 1564, pria dévotement dans la chapelle rustique. La jeune fille se mit à parler, mais seulement pour quelques jours, parce que, selon des témoignages, elle mourut bientôt dans l'église, au pied de la chaire. une fête religieuse est célébrée chaque année le premier dimanche de septembre et attire toujours un grand nombre de personnes. Dans le hameau de Lortallo, une petite chapelle baroque dédiée à saint Grat avec une peinture de Giovanni Battista Discepoli représentant une Vierge à l'Enfant avec les saints Grat et Bernard de Menthon. Près de l'oratoire Saint Grat du XVIIe siècle, il existe une tour datant du XIIIe siècle. Une deuxième tour est incorporée dans une maison privée.

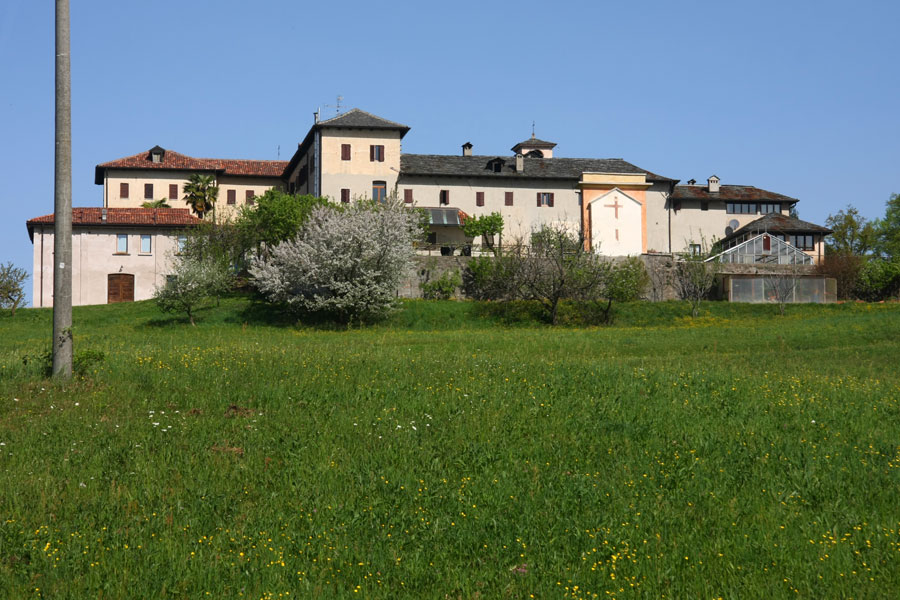
Le couvent du Monte Mesma.

- Sur le Monte Mesma se trouve un monastère franciscain, construit en 1619 sur les ruines d'un château. Ce dernier a été construit en 1200 par la ville de Novare et détruit en 1358 par les hommes de Lortallo et Ameno. Le monastère se compose d'une église à pignons flanquée de deux cloîtres baroques avec un toit en pierre grise. À l'intérieur se trouve un ancien grand poêle en marbre d'Oira entretenu par des servantes pour réchauffer, pendant l'hiver, les méditations et les prières des moines qui vivent dans le couvent franciscain. Ici, dans la nuit du jour de l'an, se déroule depuis des années une veillée pour la paix effectuée par des jeunes de toute la province.

### Communes limitrophes
Armeno, Bolzano Novarese, Colazza, Invorio, Miasino, Orta San Giulio

## Jumelages
Commelle-Vernay (France) depuis 2006

## Source de la traduction
- (it) Cet article est partiellement ou en totalité issu de l’article de Wikipédia en italien intitulé « Ameno » (voir la liste des auteurs).